# Live in Detroit (The Stooges)
Live in Detroit è un DVD del gruppo proto-punk statunitense The Stooges che documenta l'esibizione dal vivo del gruppo tenutasi il 25 agosto 2003 a Detroit, anno nel quale il gruppo si riunì dopo circa 30 anni di separazione. La formazione vede la presenza al basso di Mike Watt (fIREHOSE) al posto di Dave Alexander, morto nel 1975. Alla reunion partecipa anche il sassofonista Steve Mackay.

## Tracce
1. Loose
2. Down on the Street
3. 1969
4. I Wanna Be Your Dog
5. TV Eye
6. Dirt
7. Real Cool Time
8. No Fun
9. 1970
10. Fun House
11. Not Right
12. Little Doll
13. Skull Ring

## Formazione
- Iggy Pop - voce
- Ron Asheton - chitarra
- Mike Watt - basso
- Scott Asheton - batteria
- Steve Mackay - sassofono